# Anders Magnusson (konstnär)
Anders Magnusson född 1948 i Tibro - Västergötland,  är en svensk konstnär och musiker. Arbetade under många år som bildlärare,  bl. a  på Södra Latin i Stockholm. 
Magnusson studerade vid Grundskolan för konstnärlig utbildning 1969-1970 och vid Konstfackskolan i Stockholm 1970-1975. Han debuterade med en utställning på Galleri Blocking i Tibro 1978 och har därefter ställt ut i bland annat Söderköping, Vaxholms rådhus och på Kackelstugans Galleri, Öland. Han medverkade i Nationalmuseums utställning Unga Tecknare 1975 och har medverkat i samlingsutställningar på Skövde konsthall, Norrtälje konsthall, Liljevalchs Vårsalong 2011 och 2013 och Ateljérundan i Norrtälje. Han har sin ateljé i Grisslehamn och har hämtat många av sina motiv därifrån och kustlandskapet på Väddö. Bland hans offentliga arbeten märks åtta stora landskapsbilder i Socialtjänstförvaltningens lokaler i Stockholm. Hans konst består till stor del av landskapsmålningar. Motiven är ofta från ensliga platser med ett vemodigt skymningsljus.  
Sommaren 2016 var han involverad i teaterprojektet "Kärlek och Krig" tillsammans med författaren Erik Eriksson i Grisslehamn. Magnusson skapade där både dekoren och musiken till föreställningen. Som kompositör har han till exempel samarbetat med pianisten Melker Stendal, vissångaren Staffan Percy och sångerskan Mari Kronlund.
Sommaren 2019 spelades teater-uppsättningen: "Roslagen Brinner" i bland annat Norrtälje. En föreställning som sattes upp av skådespelaren och regissören Robert Sjöblom. Musiken till denna uppsättning hade Magnusson till stora delar skrivit. Han har även komponerat körmusik och musik för film och TV, exempelvis till filmen "Maria 12 år" som har visats i SVT.